# Koumbi Saleh
Koumbi Saleh var den sannolika huvudstaden av Ghanariket. Idag är den en kommun i departementet Timbedra i regionen Hodh Ech Chargui i Mauretanien. Kommunen hade 11 064 invånare år 2013.